# 樺山善久
樺山 善久（かばやま よしひさ）は、戦国時代から安土桃山時代にかけての武将。薩摩国の守護大名島津氏の庶流樺山氏の8代当主。

## 生涯
樺山氏は島津宗家4代忠宗の子である資久を祖とする家で、日向国樺山（現・宮崎県北諸県郡三股町）を領したことから樺山姓を名乗った一族である。善久は永正10年（1513年）、その7代目である樺山広久の子として誕生、島津宗家に仕えて、島津忠良の次女・御隅を正室とした。また和歌を好み、近衛稙家に拝褐して古今伝授を受け、飛鳥井雅綱から蹴鞠を習った。
天文8年（1539年）に主君・島津貴久が市来の平良へ出陣した湯田口合戦の際、手負いと成りながらも敵将の小野左近を討ち取る功をなし、大隅国向島郷（のちの桜島）の松浦（現・鹿児島市桜島松浦町）と二俣（現・鹿児島市桜島二俣町）を賜った（後に藤野（現・鹿児島市桜島藤野町）に転封）。
天文17年（1548年）に本田氏が領内で争乱を起こすと、島津忠良から盃を受け自ら家臣100人を率いて生別府（おいのびゅう、現鹿児島県霧島市隼人町小浜）へ出陣し清水城を攻め落とした。その折、城から逃亡した本田薫親が城内の書院に「立訓し 槇の柱もわすれなよ 帰り来てあふ 世あるやと」と書き付けたのを見つけると、善久は「流れ出て 浮ふ瀬もなき 水茎の あとはかなくも 頼をくかな」と返歌を読み、それを書いた短冊を矢に結わえて、逃亡する本田勢へと追い付くとその矢を放った。これに感心した島津義久から褒美を受けている。
永禄5年（1562年）、北原氏の旧臣である白坂下総介が北原家再興を願い出た際は、善久が主君・島津貴久と下総介の仲介役を務めた。元亀元年（1570年）に大隅の小浜、堅利の替えとして横川へと移り住んだ。天正11年（1583年）、義久が病を患うと、日向国高岡の法華嶽薬師寺へ17日間籠って平癒の為の和歌を百首詠んでいる。文禄元年（1592年）、文禄・慶長の役において島津義弘が朝鮮に渡海した際に、善久は老年のために出陣が許されなかった事に憤り、「君か為 名のため取りし 梓弓 八十余りの 身こそつらけれ」との歌を詠んでいる。
文禄4年（1595年）に死去。享年83。長男の忠副は弘治3年（1557年）に蒲生氏・菱刈氏との戦い（纒頭の戦い）で討ち死にしたため、次男の忠助が跡を継いだ。